# 아트록 매거진
아트록 매거진(Art Rock Magazine)은 한국의 프로그레시브 록 잡지이다. 1992년 봄에 시작해서 2000년 12월 16호로 정간되었다. 발행인은 성시완. 가격은 7800원으로 시작하여 정간시 10000원이었다.

## 개요
계간으로 시작되었으나 비정기 간행물이 되었다. 한국에서 프로그레시브 록 대신 아트록이라는 명칭이 통용되게 만든 잡지였다. 한국어로 출간된 유일한 정보원이었기 때문에 프로그 음반 구입과 감상의 길잡이가 되었다.
초기 잡지 구성은 일본의 프로그레시브 록 잡지 마키(Marquee Magazine)의 영향을 받았다.